# Batman: Arkham
Batman: Arkham – seria przygodowych gier akcji stworzonych przez Rocksteady Studios na podstawie komiksów wydawnictwa DC Comics o Batmanie, wydawana przez Warner Bros. Interactive Entertainment. Poza głównymi odsłonami, seria doczekała się również gier pobocznych, tworzonych przez WB Games Montréal. Scenariusze dwóch pierwszych gier – Arkham Asylum i Arkham City – napisane zostały przez Paula Diniego, scenarzystę m.in. serialu animowanego Batman emitowanego w latach 1992–1995.

## Gry
| Tytuł                                           | Rok  | Konsola | Konsola | Konsola | Konsola | Konsola | Konsola | Konsola | PC  | PC  | PC  | Urządzenie przenośne | Urządzenie przenośne | Urządzenie przenośne | Urządzenie przenośne | Meta    |
| Tytuł                                           | Rok  | PS3     | PS4     | PS5     | X360    | XO      | XSX     | Wii U   | Lin | Mac | Win | 3DS                  | Vita                 | And                  | iOS                  | quest 3 |
| ----------------------------------------------- | ---- | ------- | ------- | ------- | ------- | ------- | ------- | ------- | --- | --- | --- | -------------------- | -------------------- | -------------------- | -------------------- | ------- |
| Batman: Arkham Asylum                           | 2009 | T       | [ a ]   | [ b ]   | T       | [ b ]   | [ b ]   | N       | N   | T   | T   | N                    | N                    | N                    | N                    | x       |
| Batman: Arkham City                             | 2011 | T       | [ a ]   | [ b ]   | T       | [ b ]   | [ b ]   | T       | N   | T   | T   | N                    | N                    | N                    | N                    | x       |
| Batman: Arkham City Lockdown                    | 2011 | N       | N       | N       | N       | N       | N       | N       | N   | N   | N   | N                    | N                    | T                    | T                    | x       |
| Batman: Arkham Origins                          | 2013 | T       | N       | N       | T       | [ d ]   | T       | T       | N   | N   | T   | N                    | N                    | N                    | N                    | x       |
| Batman: Arkham Origins (wersja mobilna)         | 2013 | N       | N       | N       | N       | N       | N       | N       | N   | N   | N   | N                    | N                    | T                    | T                    | x       |
| Batman: Arkham Origins Blackgate                | 2013 | T       | N       | N       | T       | N       | T       | T       | N   | N   | T   | T                    | T                    | N                    | N                    | x       |
| Batman: Arkham Knight                           | 2015 | N       | T       | [ b ]   | N       | T       | [ b ]   | N       | T   | T   | T   | N                    | N                    | N                    | N                    | x       |
| Batman: Arkham Underworld                       | 2016 | N       | N       | N       | N       | N       | N       | N       | N   | N   | N   | N                    | N                    | T                    | T                    | x       |
| Legion Samobójców: Śmierć Lidze Sprawiedliwości | 2022 | N       | N       | T       | N       | N       | T       | N       | N   | N   | T   | N                    | N                    | N                    | N                    | x       |
| Batman: Arkham Shadow                           | 2025 | x       | x       | x       | x       | x       | x       | x       | x   | x   | x   | x                    | x                    | x                    | x                    | v       |

### Główna seria

#### Batman: Arkham Asylum (2009)
Pierwsza gra z serii, do której scenariusz napisał Paul Dini. Batman stara się powstrzymać swojego arcywroga, Jokera, który przejął kontrolę nad Szpitalem Psychiatrycznym Arkham i sprowadził tam innych przeciwników Człowieka-Nietoperza. Kiedy Joker grozi wysadzeniem ukrytych w Gotham bomb zawierających eksperymentalną substancję chemiczną „tytan”, Batman zostaje zmuszony do przedarcia się przez szpital i pokrzyżowania jego planów.

#### Batman: Arkham City (2011)
Akcja Arkham City osadzona jest rok po wydarzeniach z poprzednich gier. Fabułę ponownie napisał Dini, przy współpracy z Paulem Crockerem i Seftonem Hillem. Batman trafia do Arkham City, wielkiego superwięzienia, na które składa się cała dzielnica Gotham City. Jego zadaniem jest odkrycie planów doktora Hugona Strange’a, chcącego wprowadzić w życie tzw. „Procedurę 10”. W międzyczasie Joker umiera ze względu na krążący w jego żyłach tytan. Udaje mu się złapać Batmana i dokonać transfuzji krwi, co zmusza Mrocznego Rycerza do znalezienia lekarstwa.

#### Batman: Arkham Origins (2013)
Prequel poprzednich gier, rozgrywający się na pięć lat przed wydarzeniami z Arkham Asylum. W odróżnieniu od głównej trylogii, stworzony przez WB Games Montréal według scenariusza Corey’ego Maya i Doom Wendschuh. Jest to pierwsza gra z serii, w której pojawia się tryb wieloosobowy. Historia przedstawia młodszego Batmana, ściganego przez ośmiu najgroźniejszych zabójców świata, którzy przybyli do Gotham na zaproszenie Czarnej Maski, oferującego wielką nagrodę temu, komu uda się zabić mściciela. Starając się uniknąć śmierci, Batman po raz pierwszy spotyka Jokera.

#### Batman: Arkham Knight (2015)
Zwieńczenie trylogii, rozgrywające się rok po wydarzeniach z Arkham City, a zarazem pierwsza część serii wydana na konsole ósmej generacji. Kilku największych superprzestępców Gotham, w tym m.in. Pingwin, Dwie Twarze i Harley Quinn, łączy siły pod przywództwem Stracha na Wróble, który chce raz na zawsze pozbyć się Batmana.

#### Legion Samobójców: Śmierć Lidze Sprawiedliwości (2023)
Akcja rozgrywać ma się po zakończeniu Arkham Knight w Metropolis. Amanda Waller wysyła Legion Samobójców z misją wyeliminowania członków Ligi Sprawiedliwości – w tym Supermana, Flasha i Zielonej Latarni – kontrolowanych przez Brainiaca. W grze pojawią się cztery grywalne postacie: Harley Quinn, Deadshot, Kapitan Bumerang i King Shark. Dostępny będzie zarówno tryb gry jednoosobowej, jak i czteroosobowej kooperacji. Podczas gry jednoosobowej gracz w dowolnej chwili będzie mógł przełączać się pomiędzy postaciami, a kontrolę nad pozostałymi przejmować będzie sztuczna inteligencja.
Przez kilka lat po premierze Arkham Knight pojawiały się plotki, jakoby WB Games Montréal pracowało nad grą o Legionie Samobójców, jednak ani producent, ani wydawca nie wydali w tej sprawie żadnego oficjalnego świadczenia. Ostatecznie ujawniono, że WB Games Montréal pracuje nad grą Rycerze Gotham, która nie stanowi części serii Batman: Arkham.

### Gry mobilne

#### Batman: Arkham City Lockdown (2011)
Przeznaczona na urządzenia z Androidem i iOS-em gra stworzona przez NetherRealm Studios. Jej akcja rozgrywa się przed wydarzeniami z Arkham City, a zadaniem Batmana jest powstrzymanie przestępców panoszących się po ulicach Gotham.

#### Batman: Arkham Origins (2013)
Wersja Arkham Origins opracowana przez NetherRealm Studios na urządzenia mobilne z systemami Android i iOS.

#### Batman: Arkham Origins Blackgate (2013)
Stworzona przez Armature Studio gra przeznaczona na konsole PlayStation Vita i Nintendo 3DS, której akcja rozgrywa się trzy miesiące po wydarzeniach z Arkham Origins. Batman bada eksplozję w więzieniu Blackgate, w wyniku której placówka została przejęta przez więźniów. 1 kwietnia 2014 roku na komputerach osobistych, PlayStation 3, Xboksie 360 i Wii U pojawiła się rozszerzona wersja, zawierająca nowe mapy, ruchy wrogów, poziomy trudności, skórki dla Batmana oraz ulepszoną oprawę wizualną.

#### Batman: Arkham Underworld
Opracowywana przez Turbine Inc gra na urządzenia mobilne, w której gracz kierował będzie poczynaniami złoczyńców takich jak Człowiek-Zagadka, Harley Quinn, Mr. Freeze i Zabójczy Kroko, mających na celu zbudowanie kryjówek i werbowanie zbirów, a ostatecznie zostanie królem przestępców Gotham.

### Wydania zbiorcze
23 września 2013 roku na rynku północnoamerykańskim pojawiło się przeznaczone na konsole PlayStation 3 i Xbox 360 wydanie zbiorcze Batman: Arkham Bundle. Składały się na nie Arkham Asylum i Arkham City w wersjach Game of the Year, ze wszystkimi dodatkami. 22 listopada tego samego roku wydanie zbiorcze – Batman: Arkham Collection – pojawiło się w Europie, także w wersji na komputery osobiste. Zawierało ono cyfrowe wersje dwóch pierwszych gier oraz pudełkowe wydanie Arkham Origins. Wersja na PlayStation 3 zawierała dodatek Knightfall, z kolei wydanie na komputery dwie pierwsze odsłony w wersji Game of the Year. W październiku 2016 na PlayStation 4 i Xboksie One wydana została reedycja Batman: Return to Arkham, zawierająca zremasterowane wersje dwóch pierwszych części opracowane na Unreal Engine 4. Wydanie to jest wstecznie kompatybilne z PlayStation 5 i Xboksem Series X. 6 września 2019 na rynku europejskim pojawiło się kolejne wydanie zbiorcze zatytułowane Batman: Arkham Collection, które – w odróżnieniu od swojego odpowiednika z 2013 – przeznaczone było na konsole ósmej generacji i zawierało trzy części trylogii stworzone przez Rocksteady, pomijając Arkham Origins.

## Inne media

### Komiksy

#### Batman: Arkham Asylum – The Road to Arkham (2009)
Szesnastostronicowy minikomiks dostępny z limitowanymi wydaniami Arkham Asylum, stanowiący prequel do gry. Napisany przez Alana Burnetta, a ilustrowany przez Carlosa d’Andę.

#### Batman: Arkham City (2011)
Wydawany od maja 2011 roku pięciozeszytowy minikomiks stanowiący pomost pomiędzy Arkham Asylum a Arkham City, ze scenariuszem Paula Diniego i rysunkami Carlosa d’Andy. Rok po wydarzeniach w Azylu Arkham jego naczelnik, Quincy Sharp, decyduje się zamknąć zakład i stworzyć Arkham City – superwięzienie, do którego trafiać będą wszyscy kryminaliści. Nadzorcą obiektu zostaje doktor Hugo Strange. Dodatkowo komiks doczekał się ośmiostronicowych dodatków koncentrujących się na przeciwnikach Batmana, wydanych później wraz z samym komiksem w wydaniu zbiorczym.

#### Batman: Arkham Unhinged (2011–2013)
Cyfrowy komiks wydawany od października 2011 roku ze scenariuszem Dereka Fridolfsa i rysunkami różnych artystów. Jego fabuła nawiązuje do fabuły Arkham City albo stanowi retrospekcje wydarzeń, które miały miejsce wcześniej, pozwalając na lepsze poznanie postaci. W późniejszym czasie komiks wydano również w wersji papierowej.

#### Batman: Arkham City – End Game (2012)
Pierwotnie wydany w maju 2012 roku w wersji cyfrowej, a następnie papierowej. Rozgrywa się po wydarzeniach z Arkham City, a przed fabułą dodatku Zemsta Harley Quinn. Fabuła napisana została przez Dereka Fridolfsa, za rysunki odpowiadał Jason Shawn Alexander.

#### Batman: Arkham Origins (2013–2014)
Cyfrowy komiks będący prequelem do gry pod tym samym tytułem, stworzony przez studio Madefire. Wykorzystuje dynamiczne rysunki, dźwięki oraz ścieżkę dźwiękową, jak również pozwala czytelnikowi określić losy fabuły i postaci, posiadając wiele możliwych zakończeń każdego z ośmiu rozdziałów.

#### Batman: Arkham Knight (2015)
Wydany w lutym 2015 roku komiks autorstwa Petera J. Tomasiego (scenariusz) oraz Viktora Bogdanovica i Arta Thiberta (rysunki), rozgrywający się po wydarzeniach z Arkham City.

#### Batman: Arkham Knight – Batgirl Begins (2015)
Promocyjny jednozeszytowy komiks rozdawany za darmo podczas San Diego Comic-Con International, opowiadający o pierwszej przygodzie Barbary Gordon jako Batgirl.

#### Batman: Arkham Knight – Genesis (2015–2016)
Sześciozeszytowa seria autorstwa Petera Tomasiego i Alisson Borges, przedstawiająca pochodzenie postaci Rycerza Arkham.

### Film Batman: Atak na Arkham
20 lipca 2013 roku podczas San Diego Comic-Con International zapowiedziany został film animowany Batman: Atak na Arkham, osadzony w uniwersum serii Batman: Arkham. Głosu Batmanowi, podobnie jak w grach, użycza Kevin Conroy, zaś Jokerowi Troy Baker. Premiera filmu miała miejsce 12 sierpnia 2014 roku i stanowi on kontynuację Arkham Origins, rozgrywającą się na około dwa lata przed Arkham Asylum.

### Powieści
- Batman: Arkham Knight – The Riddler’s Gambit – książka napisana przez Alexandra C. Irvine’a, będąca prequelem do Arkham Knight[34]
- Batman: Arkham Knight – The Official Novelization – wydana w lipcu 2015 roku książka autorstwa Marva Wolfmana, napisana na podstawie scenariusza Arkham Knight[35]

## Gadżety
W styczniu 2011 roku DC Direct wypuściło dwie serie figurek inspirowanych postaciami z Arkham Asylum. Od grudnia 2011 dostępne są cztery serie figurek z postaciami z Arkham City. 5 czerwca 2012 firma TriForce ogłosiła, że nabyła licencję na stworzenie replik rozmaitych broni, gadżetów i innych przedmiotów z Arkham Asylum i City. W październiku 2013 DC Collectibles zapowiedziało serię figurek z Arkham Origins, a pod koniec 2013 Mattel zapowiedział swoją. W maju 2013 roku wydana firma Cryptozioc wydała grę planszową Batman: Arkham City Escape.

## Inne gry
Dla gry Injustice: Gods Among Us udostępniony został pakiet skórek dla Batmana, Kobiety-Kot i Jokera wzorowanych na ich wyglądzie z Arkham City. Skórka taka dostępna jest również dla Harley Quinn, ale w przeciwieństwie do pozostałych należy ją odblokować przez aplikację mobilną na urządzenia z systemem iOS. Na arenie Arkham Asylum w grze pojawiają się Hugo Strange, Strach na Wróble, Zabójczy Kroko, Dwie Twarze, Człowiek-Zagadka i Pingwin. Wersja gry przeznaczona na iOS zawiera skórki dla Batmana, Deathstroke’a, Jokera i Bane’a, jak również skórki z Arkham Knight dla Batmana, Harley Quinn i Rycerza Arkham.

## Odbiór
| Gra                              | Metacritic                                                        |
| -------------------------------- | ----------------------------------------------------------------- |
| Batman: Arkham Asylum            | 91 (PC) 91 (PS3) 92 (X360)                                        |
| Batman: Arkham City              | 91 (PC) 96 (PS3) 94 (X360) 85 (WiiU)                              |
| Batman: Arkham City Lockdown     | 69 (iOS)                                                          |
| Batman: Arkham Origins           | 74/100 (PC) 76/100 (PS3) 74/100 (X360) 70/100 (WIIU)              |
| Batman: Arkham Origins Blackgate | 60/100 (PC) 60/100 (PS3) 62/100 (X360) 68/100 (3DS) 61/100 (Vita) |
| Batman: Arkham Knight            | 71/100 (PC) 87/100 (PS4) 85/100 (XONE)                            |

Seria spotkała się z powszechnym uznaniem krytyków i fanów. Arkham Asylum trafiło do Księgi rekordów Guinnessa jako najlepiej oceniana gra o superbohaterze wszech czasów, w serwisie Metacritic osiągając średnią 91,67. W 2014 roku tytuł ten trafił do Arkham City. Gra chwalona była za odwołanie się do ciemniejszej strony Batmana, nieprezentowanej wcześniej w grach, dopracowany system walki i skradania się, jak również za dobór gadżetów, jakimi dysponuje Batman, rozwinięcie wiedzy z uniwersum komiksów oraz poukrywane wszędzie easter eggi. Pozytywnie oceniono również dobór głosów do Arkham Asylum, przede wszystkim Marka Hamilla jako Jokera i Kevina Conroya jako Batmana.
Arkham City jest najlepiej ocenianą grą z serii, która zdobyła wiele nagród i uznawana jest za najlepszą grę na podstawie komiksów w dziejach. Chwalona była przede wszystkim za rozwinięcie innowacyjnej rozgrywki poprzedniczki, jak również za osadzenie akcji w większym, bardziej szczegółowym i ciekawszym środowisko. Krytycy docenili również rolę Marka Hamilla jako umierającego Jokera oraz udział bohaterów i złoczyńców, takich jak Robin, Kobieta-Kot, Hugo Strange, Człowiek-Kalendarz i Pingwin. Obecnie gra znajduje się w Księdze rekordów Guinnessa jako najlepiej oceniana gra superbohaterska w dziejach.
Chociaż Arkham Origins uznawane jest za najsłabszą odsłonę serii, mimo wszystko zostało przyjęte pozytywne. Wielu krytyków uważa, że brakuje jej innowacyjności, powiela ona elementy rozgrywki z poprzednich części, oprawa wizualna jest zauważalnie gorsza, ale w dalszym ciągu oferuje interesujący i wciągający scenariusz. Dodatkowo gra krytykowana była za liczne błędy, zwłaszcza w wersji pecetowej, oraz dziwny i ograniczony tryb gry wieloosobowej.
Konsolowe wersje Arkham Knight spotkały się z ogólnie pozytywnym przyjęciem, nieznacznie gorszym od Arkham City i Asylum. Chwalone były za fabułę, system walki, projekt świata, rozgrywkę i oprawę wizualną, zaś większość krytyki spadła na etapy wymagające korzystania z batmobilu. Wersja na komputery osobiste spotkała się jednak ze znacznie gorszym przyjęciem ze względu na liczne problemy techniczne w momencie premiery, co skutkowało wycofaniem jej ze sprzedaży. Kiedy ponownie trafiła do dystrybucji, w dalszym ciągu była krytykowana za niewyeliminowane problemy.

## Obsada
|                         | Arkham Asylum (2009) | Arkham City (2011)   | Lockdown (2011) | Arkham Origins (2013) | Blackgate (2013)     | Arkham Knight (2015) | Legion Samobójców (2022) |
| ----------------------- | -------------------- | -------------------- | --------------- | --------------------- | -------------------- | -------------------- | ------------------------ |
| Batman                  | Kevin Conroy         | Kevin Conroy         | Kevin Conroy    | Roger Craig Smith     | Roger Craig Smith    | Kevin Conroy         |                          |
| Joker                   | Mark Hamill          | Mark Hamill          | Mark Hamill     | Troy Baker            | Troy Baker           | Mark Hamill          |                          |
| James Gordon            | Tom Kane             | David Kaye           |                 | Michael Gough         | Michael Gough        | Jonathan Banks       |                          |
| Bane                    | Fred Tatasciore      | Fred Tatasciore      |                 | J.B. Blanc            | —                    |                      |                          |
| Barbara Gordon          | Kimberly Brooks      | Kimberly Brooks      |                 | brak danych           |                      | Ashley Greene        |                          |
| Harley Quinn            | Arleen Sorkin        | Tara Strong          | Tara Strong     | Tara Strong           |                      | Tara Strong          | Tara Strong              |
| Człowiek-Zagadka        | Wally Wingert        | Wally Wingert        |                 | Wally Wingert         |                      | Wally Wingert        |                          |
| Zabójczy Kroko          | Steven Blum          | Steven Blum          |                 | Khary Payton          |                      | Steve Blum           |                          |
| Trujący Bluszcz         | Tasia Valenza        | Tasia Valenza        | Amy Carle       |                       |                      | Tasia Valenza        |                          |
| Victor Zsasz            | Danny Jacobs         | Danny Jacobs         |                 |                       |                      |                      |                          |
| Quincy Sharp            | Tom Kane             | Tom Kane             |                 | Tom Kane              |                      |                      |                          |
| Aaron Cash              | Duane R. Shepard Sr. | Duane R. Shepard Sr. |                 |                       |                      | Duane R. Shepard Sr. |                          |
| Martha Wayne            | Tasia Valenza        | Tasia Valenza        |                 | brak danych           |                      | —                    |                          |
| Jack Ryder              | James Horan          | James Horan          |                 | James Horan           |                      | James Horan          |                          |
| Strach na Wróble        | Dino Andrade         |                      |                 |                       |                      | John Noble           |                          |
| Thomas Wayne            | Kevin Conroy         | —                    |                 | brak danych           |                      | —                    |                          |
| Amadeusz Arkham         | Tom Kane             |                      |                 |                       |                      |                      |                          |
| Frank Boles             | Danny Jacobs         |                      |                 |                       |                      |                      |                          |
| Penelope Young          | Cree Summer          |                      |                 |                       |                      |                      |                          |
| Alfred Pennyworth       |                      | Martin Jarvis        |                 | Martin Jarvis         |                      | Martin Jarvis        |                          |
| Pingwin                 |                      | Nolan North          |                 | Nolan North           | Nolan North          | Nolan North          |                          |
| Deadshot                |                      | Chris Cox            |                 | Chris Cox             | Chris Cox            |                      | brak danych              |
| Szalony Kapelusznik     |                      | Peter MacNicol       |                 | Peter MacNicol        |                      | Peter MacNicol       |                          |
| Czarna Maska            |                      | Nolan North          |                 | Brian Bloom           | Brian Bloom          | Brian Bloom          |                          |
| Kobieta-Kot             |                      | Grey DeLisle         |                 |                       | Grey DeLisle         | Grey DeLisle         |                          |
| Hugo Strange            |                      | Corey Burton         | Corey Burton    |                       |                      |                      |                          |
| Rā’s al Ghūl            |                      | Dee Bradley Baker    |                 |                       |                      | Dee Bradley Baker    |                          |
| Talia al Ghūl           |                      | Stana Katic          |                 |                       |                      |                      |                          |
| Mr. Freeze              |                      | Maurice LaMarche     |                 | Maurice LaMarche      |                      | Maurice LaMarche     |                          |
| Nora Fries              |                      | —                    |                 | —                     |                      | Annie Mumolo         |                          |
| Dwie Twarze             |                      | Troy Baker           | Troy Baker      |                       |                      | Troy Baker           |                          |
| Clayface                |                      | Rick D. Wasserman    |                 |                       |                      |                      |                          |
| Tim Drake               |                      | Troy Baker           | Troy Baker      |                       |                      | Matthew Mercer       |                          |
| Solomon Grundy          |                      | Fred Tatasciore      | Fred Tatasciore |                       | Fred Tatasciore      |                      |                          |
| Hush                    |                      | Kevin Conroy         |                 |                       |                      | Kevin Conroy         |                          |
| Człowiek-Kalendarz      |                      | Maurice LaMarche     |                 | —                     |                      |                      |                          |
| Azrael                  |                      | Khary Payton         |                 |                       |                      | Khary Payton         |                          |
| Vicki Vale              |                      | Grey DeLisle         |                 | Grey Griffin          |                      | Grey Griffin         |                          |
| Hammer                  |                      | Fred Tatasciore      | Fred Tatasciore |                       |                      |                      |                          |
| Sickle                  |                      | Steven Blum          |                 |                       |                      |                      |                          |
| Dick Grayson            |                      | —                    |                 | Josh Keaton           |                      | Scott Porter         |                          |
| Slade Wilson            |                      |                      | Larry Grimm     | Mark Rolston          |                      | Mark Rolston         |                          |
| Copperhead              |                      |                      |                 | Rosa Salazar          |                      |                      |                          |
| Anarky                  |                      |                      |                 | Matthew Mercer        |                      |                      |                          |
| Alberto Falcone         |                      |                      |                 | Quinton Flynn         |                      |                      |                          |
| Gillian B. Loeb         |                      |                      |                 | Jon Polito            |                      |                      |                          |
| Branden                 |                      |                      |                 | Chris Fries           |                      |                      |                          |
| Garfield Lynns Świetlik |                      |                      |                 | Crispin Freeman       |                      | Crispin Freeman      |                          |
| Electrocutioner         |                      |                      |                 | Steven Blum           |                      |                      |                          |
| Shiva                   |                      |                      |                 | Kelly Hu              |                      |                      |                          |
| Amanda Waller           |                      |                      |                 | CCH Pounder           | CCH Pounder          |                      | brak danych              |
| Naczelnik Martin Joseph |                      |                      |                 | Khary Payton          | Khary Payton         |                      |                          |
| Harvey Bullock          |                      |                      |                 | Robert Costanzo       |                      |                      |                          |
| Kirigi                  |                      |                      |                 | Kaiji Tang            |                      |                      |                          |
| Ferris Boyle            |                      |                      |                 | brak danych           |                      |                      |                          |
| Ben Turner Bronze Tiger |                      |                      |                 |                       | Gary Anthony Sturgis |                      |                          |
| Rick Flag jr            |                      |                      |                 |                       | Adam Baldwin         |                      | brak danych              |
| Jason Todd              |                      |                      |                 |                       |                      | Troy Baker           |                          |
| Lucius Fox              |                      |                      |                 |                       |                      | Dave Fennoy          |                          |
| Kirk Langstrom Man-Bat  |                      |                      |                 |                       |                      | Loren Lester         |                          |
| Profesor Pyg            |                      |                      |                 |                       |                      | Dwight Schultz       |                          |
| Diakon Blackfire        |                      |                      |                 |                       |                      | Marc Worden          |                          |
| Simon Stagg             |                      |                      |                 |                       |                      | Phil Proctor         |                          |
| Lex Luthor              |                      |                      |                 |                       |                      | Mark Rolston         |                          |
| Kathy Kane              |                      |                      |                 |                       |                      | brak danych          |                          |
| Nyssa Raatko            |                      |                      |                 |                       |                      | brak danych          |                          |
| Kapitan Bumerang        |                      |                      |                 |                       |                      |                      | brak danych              |
| King Shark              |                      |                      |                 |                       |                      |                      | Samoa Joe                |
| Superman                |                      |                      |                 |                       |                      |                      | brak danych              |
| Wonder Woman            |                      |                      |                 |                       |                      |                      | brak danych              |
| Zielona Latarnia        |                      |                      |                 |                       |                      |                      | brak danych              |
| Flash                   |                      |                      |                 |                       |                      |                      | brak danych              |